# Saint-Frézal-d'Albuges
Saint-Frézal-d'Albuges is een gemeente in het Franse departement Lozère (regio Occitanie) en telt 51 inwoners (2009). De plaats maakt deel uit van het arrondissement Mende.

## Geografie
De oppervlakte van Saint-Frézal-d'Albuges bedraagt 18,7 km², de bevolkingsdichtheid is dus 2,7 inwoners per km².
De onderstaande kaart toont de ligging van Saint-Frézal-d'Albuges met de belangrijkste infrastructuur en aangrenzende gemeenten.

## Demografie
Onderstaande figuur toont het verloop van het inwonertal (bron: INSEE-tellingen).